# ウメスカシクロバ
ウメスカシクロバ（学名:Illiberis rotundata）は、チョウ目マダラガ科クロマダラ亜科に属するガの一種である。

## 分布
本州、九州、対馬、中国

## 形態
成虫の前翅長は9 - 12mm。幼虫には毒棘があるが、成虫には毒棘がない。

## 生態
幼虫の食草は、ウメ、サクラ、モモなどのバラ科植物である。